# هاد (فیلم)
هاد (به انگلیسی: Hud) فیلمی وسترن محصول سال ۱۹۶۳ به کارگردانی مارتین ریت با بازی پل نیومن و پاتریشا نیل است.
هاد برای نخستین بار در جشنواره جهانی فیلم ونیز به نمایش درآمد و در اکران عمومی خود موفقیت تجاری و انتقادی داشت. نامزد هفت جایزه اسکار شد که برنده سه جایزه شد. پاتریشیا نیل برنده بهترین بازیگر زن، ملوین داگلاس بهترین بازیگر نقش مکمل مرد و جیمز وانگ هو برنده جایزه اسکار بهترین فیلمبرداری سیاه‌وسفید شدند.  استفاده جیمز وانگ هو از کنتراست برای ایجاد فضا و انتخاب سیاه‌وسفید او مورد تحسین منتقدان قرار گرفت. در نقدهای بعدی، فیلم مورد تمجیدهای بیشتری قرار گرفت. در سال ۲۰۱۸ میلادی، این فیلم توسط کتابخانه کنگره در فهرست ملی فیلم ثبت شد.

## داستان
هاد پسر جاه‌طلب و خودمحور هومر بنن، دامدار اصولگرای تگزاسی است. لونی، پسر یتیم نوجوان نورمن، برادر بزرگ هاد، به هر دو مرد نگاه می‌کند، اما بیشتر تحت تاثیر هاد قرار می‌گیرد. هر دو مرد جوان مجذوب همسر خانه‌دار بنن، آلما می‌شوند. اگرچه از دید آلما، هاد مرد جذابی است، اما فاصله خود را با او حفظ می‌کند زیرا در گذشته توسط مردان خودمحور با او بدرفتاری شده است.
پس از مرگ ناگهانی یکی از گاوهای آنها، هومر، لونی را به شهر می‌فرستد تا هاد را به مزرعه بیاورد و...